# FC Għaxaq
Der Għaxaq FC ist ein maltesischer Fußballverein aus der Gemeinde Għaxaq. Seit seiner Gründung 1950 spielte er eine Spielzeit in der höchsten maltesischen Spielklasse, der Maltese Premier League (1978/79). Derzeit spielt der FC Għaxaq in der vierthöchsten Spielklasse (Maltese Third Division).